# 彰化縣溪州鄉溪州國民小學
彰化溪州鄉溪州國民小學是位於臺灣彰化縣溪州鄉的學校，創校於1906年，當時名為北斗公學校舊眉分校（校址在今溪州鄉舊眉村）。1916年獨立為溪州公學校，1968年實施九年國民教育校名改為溪州國民小學。校內有多棵老樹，其中一棵小羅漢松緊鄰著百年樟樹生長，2021年以師生樹為名獲得福田樹木保育基金會選拔為「全國最美校樹」之一。

## 歷史
明治40年（1907）6月22日於東螺西堡舊眉庄設立北斗公學校舊眉分校，為今天溪州國小最早的前身。
大正4年（1915）4月1日遷至東螺西堡溪州庄，現溪州國小現址，並更名為北斗公學校溪州分教場。
大正6年（1917）4月1日獨立為溪州公學校。
昭和16年（1941）4月1日，日本實施《國民學校令》，臺灣的公學校一律改稱為「國民學校」，溪州公學校故更名為溪州國民學校。
民國34年（1945）國民政府將台灣的國民學校改制為中制的國民學校，然而名稱依然相同，稱為溪州國民學校。
民國57年（1968）8月1日為配合九年國教政策，更名為溪州國民小學。